# 民生路 (大雅區)
民生路為臺中市大雅區、神岡區間聯絡道路，全線均屬於台10線。大致呈西南往東北向，行經大雅區路段共分四段，神岡區不分段，全長4.5公里。西起中清路（與中山北路銜接），東抵神岡區中山路。

## 行經行政區域
- 大雅區
- 神岡區

## 分段
- 大雅區
  - 一段：中清路三/四段—神林路一段/神林南路
  - 二段：神林路一段/神林南路—上雅橋
  - 三段：上雅橋—楓林街
  - 四段：楓林街—大雅神岡區界
- 神岡區不分段

## 車道數
- 一、二段及三段（上雅橋到德勝路口）：雙向四車道
- 三（德勝路口以東）、四段至神岡中山路：雙向六車道，設置中央綠化安全島

## 本道路客運
- 本表更新時間為2020年6月29日。

| 編號  | 業者     | 路線                     | 行駛區間       | 備註                                              |
| ----- | -------- | ------------------------ | -------------- | ------------------------------------------------- |
| 14副  | 台中客運 | 干城站－大雅－神岡區公所 | 雅環路－神林路 | 部分班次延駛至大圳厚生路口 於本路段僅停靠雅洲新城 |
| 98    | 東南客運 | 新－臺中榮總             | 雅環路－神林路 | 未於本路段設置站牌                                |
| 98繞  | 東南客運 | 新－臺中榮總             | 雅環路－神林路 | 未於本路段設置站牌 繞駛至大華國中                 |
| 220   | 豐原客運 | 豐原東站－臺中榮總       | 民興街－中山路 | 經社口                                            |
| 220繞 | 豐原客運 | 豐原東站－臺中榮總       | 民興街－中山路 | 繞駛至大華國中                                    |
| 228   | 豐榮客運 | 大鵬國小－豐原東站       | 民興街－中山路 |                                                   |
| 229   | 豐原客運 | 豐原東站－朝馬           | 民興街－中山路 | 例假日及寒暑假停駛                                |
| 239   | 豐原客運 | 豐原東站－梧棲           | 民興街－中山路 |                                                   |
| 525   | 中鹿客運 | 臺中刑務所演武場－社口   | 中清路－中山路 |                                                   |

## 沿線設施
（由西南到東北）
中山北路
中清路（起點）
一段
- 肯德基大雅餐廳

中清路二段
大雅路
- 大雅購物中心 Daya Mall

學府路（大雅學府路商圈）
- 85度C大雅學府店
- 國泰世華銀行大雅分行

雅環路二段
神林路、神林南路
二段
- 福懋加油站民生站

德勝路
- 7-Eleven統一超商

三段
楓林街
四段
- 臺中市大雅區上楓國民小學
- 上楓黃昏市場
- 新喜膳食(海鮮)餐廳

神岡區
潭雅神自行車道
- 台灣楓康超市

中山路